# عرمون
عرمون «بوابة الجبل» هي قرية لبنانية من قرى قضاء عاليه في محافظة جبل لبنان.
تبعد 22 كلم عن بيروت، وترتفع عن سطح البحر ابتداءً من 250 متر في دوحة عرمون ويتعدى الارتفاع 600 متر في المونسة. تشتهر بزراعة الزيتون وتتمتع بطبيعة مميزة يسودها المناخ والطابع الجبلي ويميزها قربها من بيروت. وتحتوي القرية على تواجد للطائفة الدرزية والمسيحية بينما تضم المدينة السفلى غالبية من المسلمين السنّة.